# Kevin Mitnick
Kevin David Mitnick, född 6 augusti 1963 i Van Nuys, Los Angeles, Kalifornien, död 16 juli 2023 i Pittsburgh, Pennsylvania, var en amerikansk IT-säkerhetskonsult och hackare.
Mitnick lyckades bryta sig in i datorsystem tillhörande bland annat Nokia, Fujitsu och Motorola. Han kom även över källkod till kommande programvara från Sun Microsystems. Han dömdes första gången 1981. År 1988 greps och dömdes han till ett års fängelse för stöld av programvara och för att ha hackat sig in i nätverk. Han greps och fängslades åter av den federala polisen den 15 februari 1995. Han avtjänade fem år i fängelse och släpptes 21 januari 2000. Mellan år 2000 och 2003 fick Mitnick inte lov att använda någon kommunikationsteknologi annat än analog, med vissa undantag.
Mitnick arbetade senare som IT-säkerhetskonsult och har bland annat skrivit boken The Missing Chapter from The Art of Deception (på svenska Bedrägerihandboken, 2002).

## Filmografi
- 2001: TV-serien Alias (2001), avsnittet Doppelganger
- 2001: Dokumentären "Freedom Downtime", om Mitnicks liv

## Dokumentär
- 2000: Takedown